# Microcotyle poronoti
Microcotyle poronoti är en plattmaskart. Microcotyle poronoti ingår i släktet Microcotyle och familjen Microcotylidae.

## Underarter
Arten delas in i följande underarter:
- M. p. peprilus
- M. p. poronoti